# Pyapon
Pyapon o Hpyar-pon és una ciutat i municipi de Birmània (Myanmar) capital del districte de Pyapon a la divisió d'Ayeyarwady, situada a la riba del riu Pyapon, afluent de l'Irauadi (Ayeyarwady), a uns 15 km de la costa del golf de Martaban a la mar d'Andaman i a uns 120 km al sud-oest de Yangon. La població el 2003 era de 65.601 persones; el 2000 s'estimava en 58.500 i el 1901 en 5.883. És un centre de recol·lecció d'arròs per a tota la comarca. Una part de la població es dedica a la pesca. Fou capital de township i subdivisió fins al 1903 i de districte des d'aquesta data. El comitè urbà es va formar el 1899 i el 1905 es va transformar en municipalitat.

## Nota
1. ↑  [enllaç sense format] http://encyclopedia.farlex.com/Pyapon Arxivat 2011-07-22 a Wayback Machine. Enciclopèdia Hutchinson